# ワディンクスフェーン
ワディンクスフェーン（オランダ語: Waddinxveen、オランダ語発音: [ˌʋɑdɪŋksˈfeːn] ( 音声ファイル)）は、オランダ西部の南ホラント州にある町、基礎自治体（ヘメーンテ）。ゴーダの近郊に位置し、ハウエ川に面する。ヘメーンテとしての人口は3万479人（2021年）。面積は29.40平方キロメートルで、そのうち1.63平方キロメートルが水域である。
デ・フェルヘーテン・プレク（「忘れられた場所」の意味）という芸術作品がある場所は、オランダの泥炭地で最も海抜の低い地点で、その海抜はアムステルダム基準海水位より7.01メートル低い。

## 歴史
この地域に関する最古の記録は、1233年のものである。この年の4月20日、ホラント伯フロリス4世がアールスメールとワウブレハトの領主である「グネプウェイクのニコラス」に、ハウエ川沿いの泥炭地を200オランダ・ポンドで売却した。この土地は Waddinxvene と名付けられた。このことから、1983年にワディンクスフェーンは開市750周年を記念している。
1817年から1870年までは北ワディンクスフェーンと南ワディンクスフェーンに分かれていたが、自治体の大規模化のため合併された。

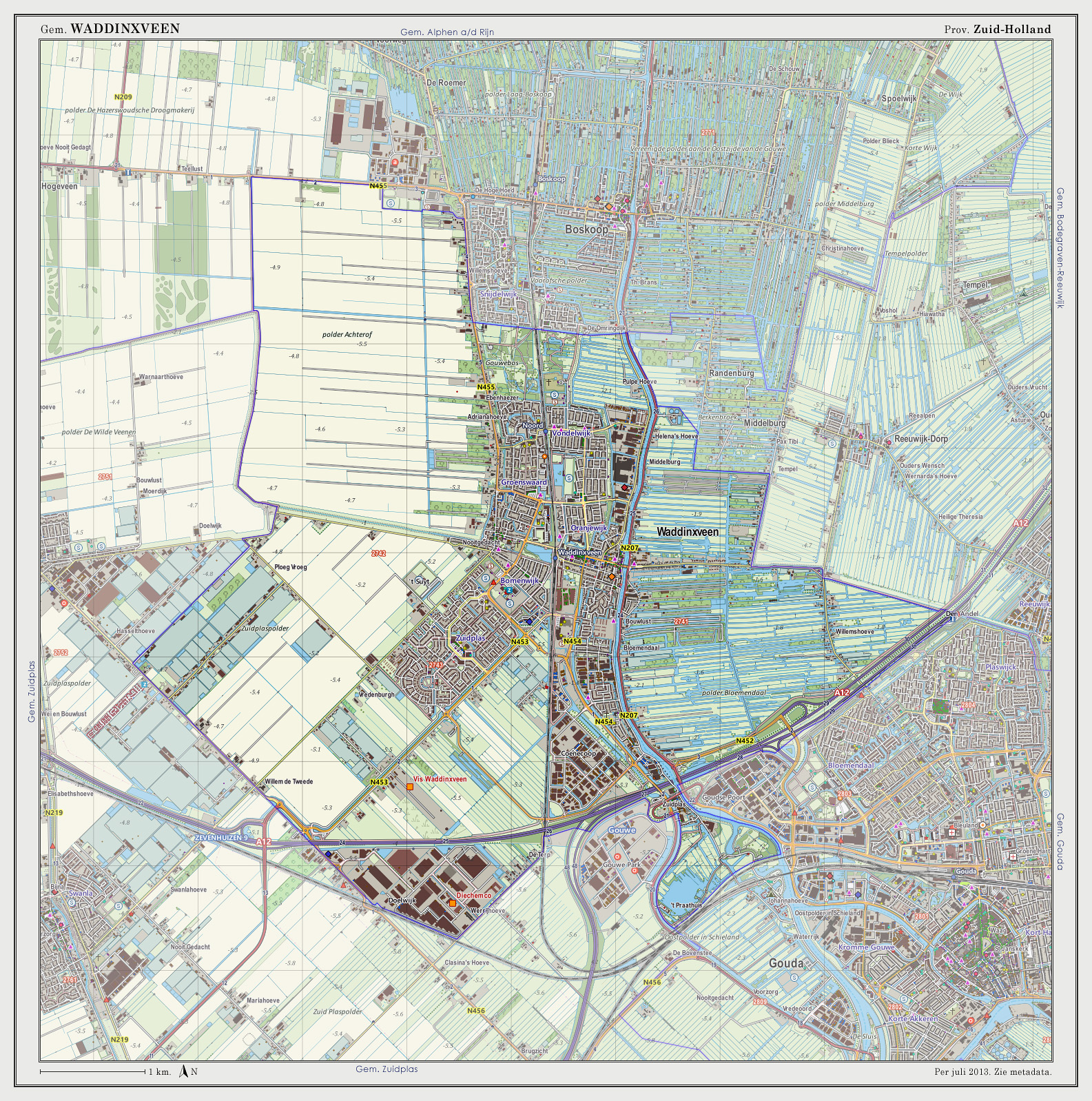
ワディンクスフェーン市内の地形図（2013年7月時点）

## ゆかりの人物
- テャルク・デ・フリース（1965年 - ） ボート選手
- マルク・ファンデルロー（1968年 - ） モデル
- ペペイン・ファン・デン・ニーウウェンデイク（1970年 - ） 画家、陶芸家
- ミリアム・オーフェルダム（1973年 - ） 水球選手
- シャロン・デン・アデル（1974年 - ） シンガーソングライター、ファッションデザイナー
- ロベルト・ウェステルホルト（1975年 - ） ミュージシャン、ギタリスト
- マルティン・ウェステルホルト（1979年 - ） キーボード奏者、ソングライター
- ロアルト・ファン・ハウト（1988年 - ） サッカー選手

## ギャラリー

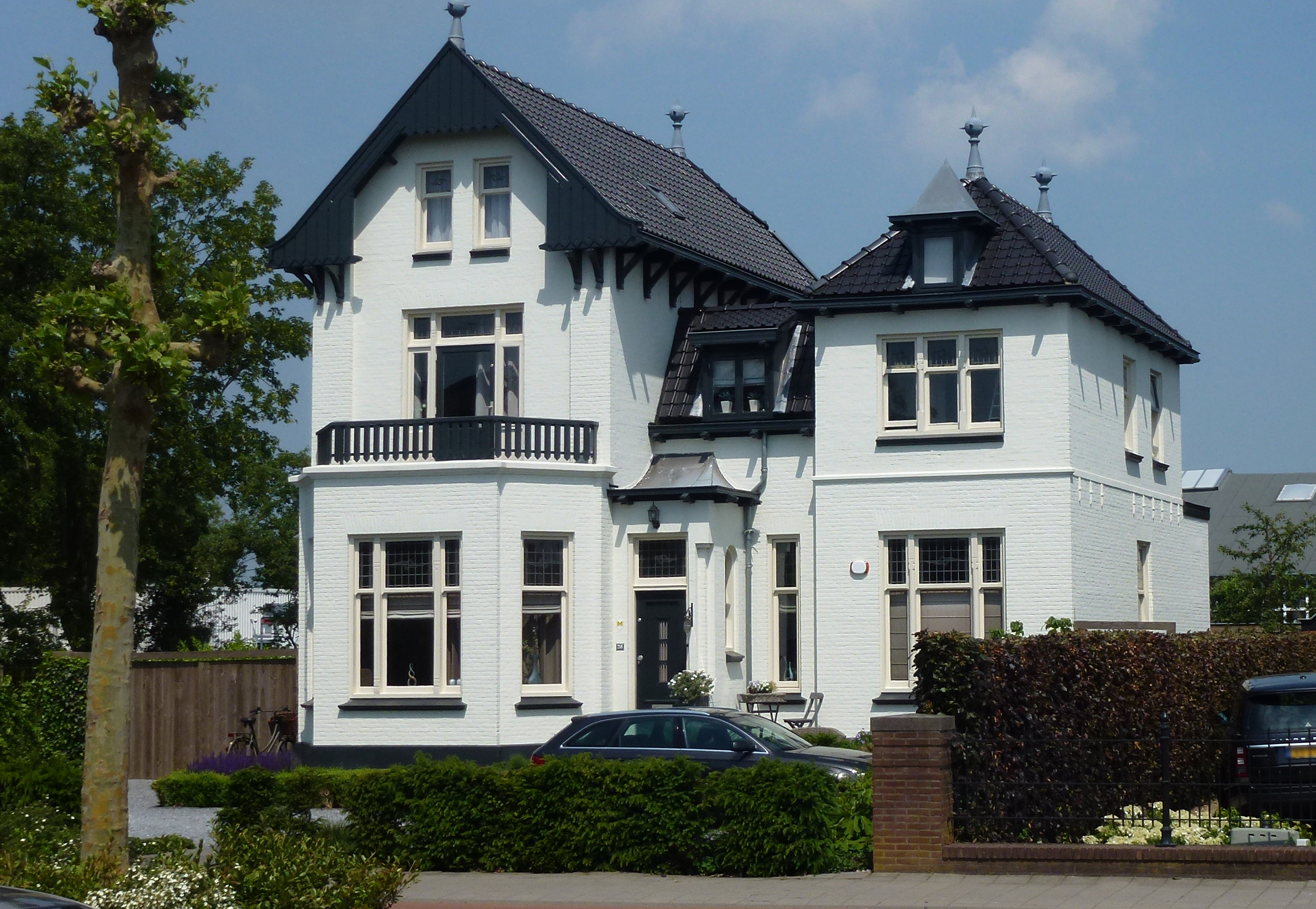
ケルクウェフ＝オースト地区
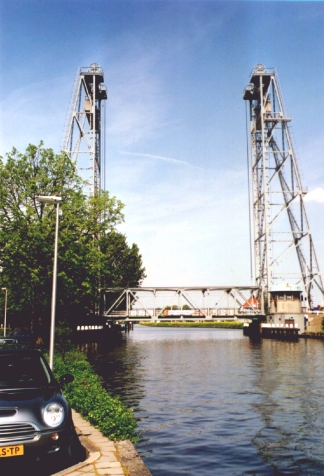
ハウエ川にかかるヘーフブルフ橋
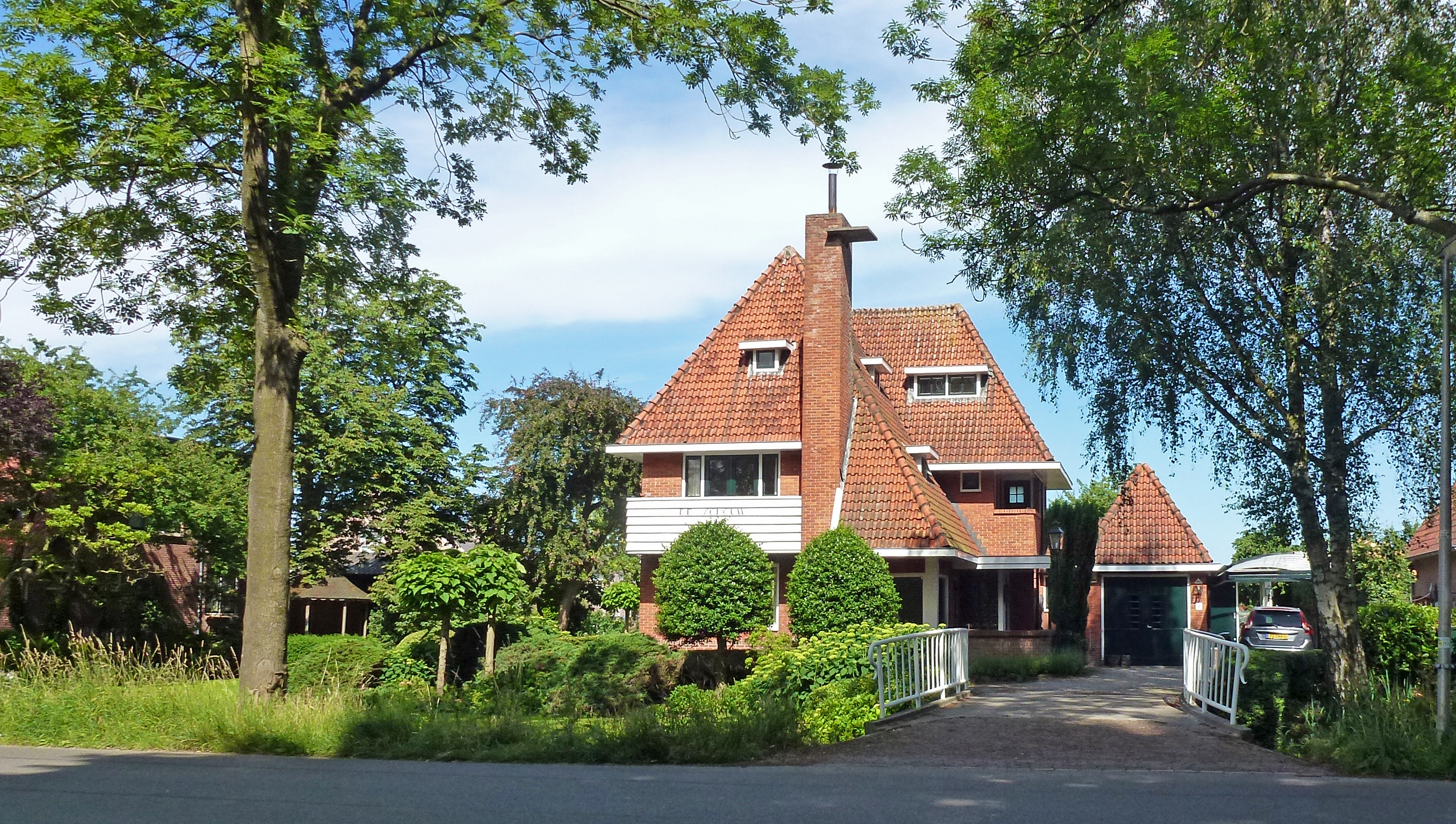
市内の邸宅
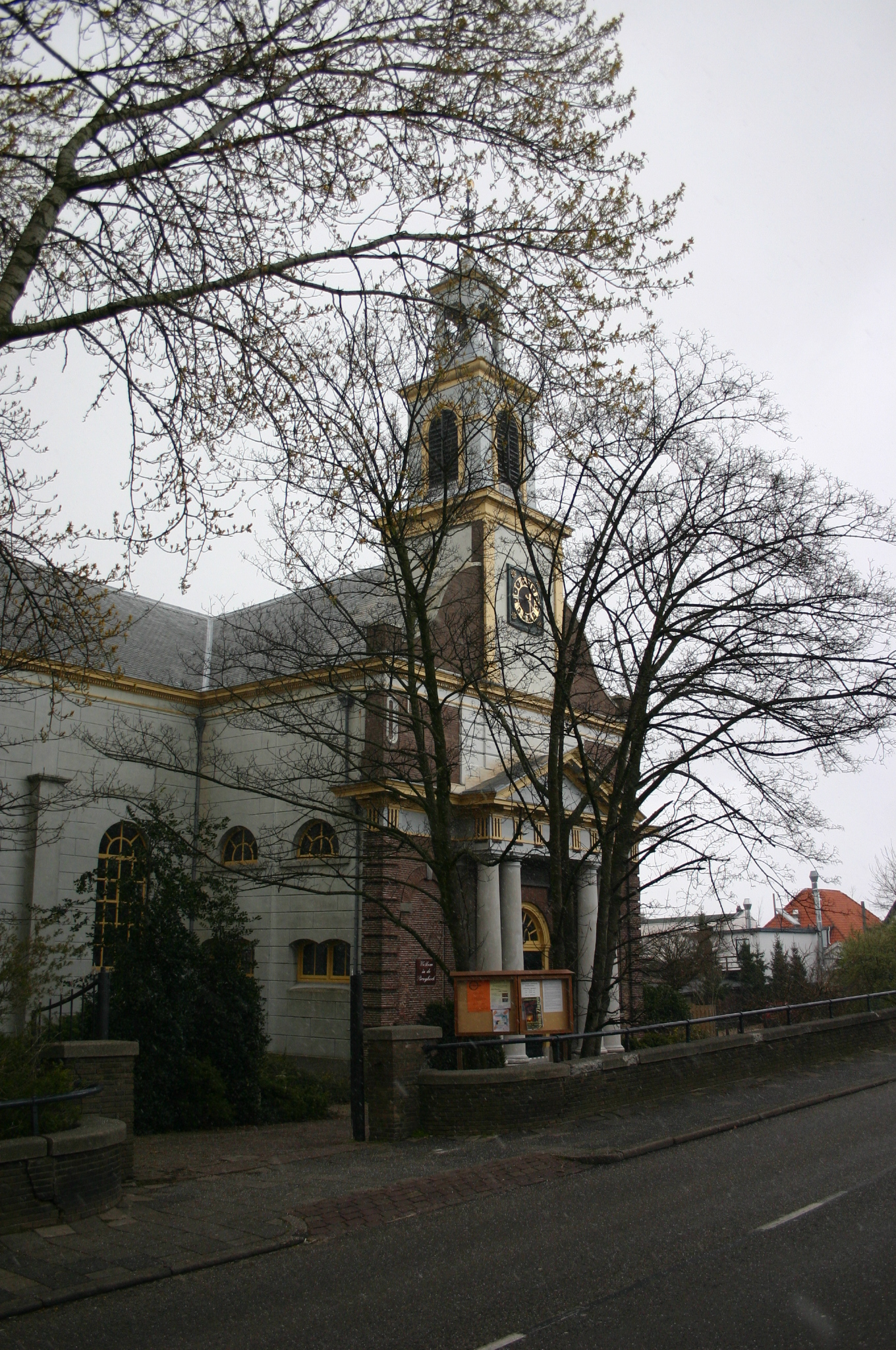
ブルフ教会